# Когнитивна теорија
Когнитивна теорија је концепт који изучава начин на који појединци развијају интелектуалне капацитете за примање, процесуирање и понашање сходно примљеним информацијама. Когнитивне теорије наглашавају значај мишљења и циљаног понашања над инстиктима и несвесним мотивима.